# DLF Limited
Pour les articles homonymes, voir DLF.
DLF Limited (Delhi Land & Finance) est le plus important promoteur immobilier en Inde. Le groupe est coté à la bourse de Bombay depuis 2007, cependant, la famille des fondateurs, Kushal Pal Singh en particulier, possèdent la majorité des actions. 

## Historique
DLF a été fondée en 1946 à Delhi par le beau-père de Kushal qui entre dans l'entreprise après son mariage arrangé avec la fille du promoteur immobilier.
Depuis sa création DLF avait à son actif quelques résidences dans les quartiers résidentiels de New Delhi, mais l'État indien, très dirigiste à l'époque, barrait la route aux promoteurs immobiliers. À la demande de son beau-père, Kushal tente de réorienter l'entreprise vers la vente de batteries de voiture, mais ce fut un semi-échec.
Rencontrant par hasard, à l'occasion d'une panne automobile, Rajiv Gandhi, petit-fils de Nehru et fils d'Indira Gandhi, il réussit à la convaincre de l'intérêt pour l'Inde de permettre aux promoteurs immobiliers de pouvoir se développer. En 1975, sous la pression de Rajiv Gandhi, la loi interdisant l'achat de terrains agricoles pour en faire des surfaces agricoles est abolie.
Cependant, la tâche est compliquée car les terrains agricoles sont en général de petites surfaces et peuvent appartenir à plusieurs membres d'une même famille. Kushal doit convaincre chaque propriétaire, un par un. Kushal qui est un homme très patient va entretenir des relations amicales très proches avec le maximum de propriétaires de terrains agricoles autour de la capitale : il assiste aux mariages, joue les médiateurs dans les conflits, rend des services à ceux qui en ont besoin et devient leur ami bienveillant. Cette façon d'agir, lui permet en une vingtaine d'années d'acheter 1 400 hectares dans la banlieue de Delhi. Il applique aussi cette même politique dans une trentaine de grandes villes du pays comme Bangalore, Hyderabad, Noida, Jaipur et Chennai.
Depuis 1975, le groupe DLF, a construit plus de 20 millions de m² dans l'immobilier et en a 52 millions en projet. 

### Aman Resorts
En 2007, Delhi Land & Finance achète la participation majoritaire du groupe Hongkongais Lee Hing Development dans l'enseigne hôtelière de luxe Aman Resorts, pour 400 millions de dollars, dont une dette de 150 millions de dollars. Fin 2011, DLF met en vente cette participation. DLF choisit de vendre Aman Resorts pour réduire sa dette et se recentrer sur l'immobilier, après son expansion dans les hôtels, les parcs éoliens ou la gestion des zones franches d'exportation. LVMH - Moët Hennessy Louis Vuitton est intéressé, mais plusieurs entreprises sont également en course,, dont le chinois HNA. Finalement, un consortium monté par Omar Amanat (en) et Vladislav Doronine achète Aman à DLF.

## Données
En 2006, le groupe a fait un bénéfice de 19,4 milliards de roupies (273 millions d'euros) et emploie plus de dix-huit mille personnes.
Le prix de l'immobilier atteint en Inde des prix astronomiques. En 2006, le prix ont augmenté de 50 % en moyenne et les experts estiment qu'il manque sur le marché plus de 20 millions d'habitations modernes car 300 millions d'Indiens sont classés en « CSP + » et gagnent en moyenne 600 euros par mois.
En 2007, le groupe DLF a introduit en bourse, 10 % de son capital pour 1,8 milliard d'euros.

## Gouvernance
Les deux enfants de Kushal Pal Singh sont dans l'entreprise 
- Son fils, Rajiv, né en 1960, est le vice-président du groupe DLF.
- Sa fille, Pia, à la charge de la partie divertissement (cinémas, complexes sportifs...) et des centres commerciaux du groupe DLF.

Le groupe DLF se tourne vers l'immobilier de grande qualité, les loisirs et les infrastructures, avec en particulier :
- la construction des sièges sociaux dans les « zones économiques spéciales » ;
- les hôtels en partenariat avec le groupe Hilton ;
- les infrastructures en partenariat avec le groupe anglais Laing O'Rourke.